# Central Hockey League 1932/33
Die Saison 1932/33 war die zweite reguläre Saison der Central Hockey League (CHL). Meister wurden die Eveleth Rangers.

## Teamänderungen
- Die Virginia Rockets stellten den Spielbetrieb ein.
- Die Duluth Natives wurden als Expansionsteam in die Liga aufgenommen.

## Modus
In der Regulären Saison sollten die fünf Mannschaften jeweils 40 Spiele absolvieren, jedoch stellten die Duluth Natives vorzeitig den Spielbetrieb ein. Für einen Sieg erhielt jede Mannschaft zwei Punkte, bei einem Unentschieden einen Punkt und bei einer Niederlage null Punkte.

## Reguläre Saison

### Tabelle
Abkürzungen: GP = Spiele, W = Siege, L = Niederlagen, T = Unentschieden, GF = Erzielte Tore, GA = Gegentore, Pts = Punkte
|                     | GP | W  | L  | T | GF  | GA  | Pts |
| ------------------- | -- | -- | -- | - | --- | --- | --- |
| Eveleth Rangers     | 40 | 26 | 12 | 2 | 114 | 83  | 52  |
| Minneapolis Millers | 40 | 25 | 13 | 2 | 99  | 78  | 50  |
| St. Paul Saints     | 40 | 13 | 24 | 3 | 83  | 112 | 26  |
| Hibbing Maroons     | 40 | 11 | 26 | 3 | 79  | 102 | 22  |
| Duluth Natives      | 9  | 1  | 8  | 0 | 10  | 28  | 2   |